# (252794) Maironis
(252794) Maironis est un astéroïde de la ceinture principale.

## Description
(252794) Maironis est un astéroïde de la ceinture principale. Il fut découvert le 16 mars 2002 à Moletai par Kazimieras Černis et Justas Zdanavičius. Il présente une orbite caractérisée par un demi-grand axe de 3,15 UA, une excentricité de 0,14 et une inclinaison de 17,4° par rapport à l'écliptique.

## Compléments